# Anterivo
Anterivo är en ort och kommun i provinsen Sydtyrolen i regionen Trentino-Sydtyrolen i Italien. Kommunen hade 398 invånare (2018).